# 우등 학위
우등 학위(honours degree)는 다양한 학위와 교육 시스템(educational system)의 맥락에서 다양한 의미를 갖는다. 가장 일반적으로 이는 "보통"(ordinary), "일반"(general) 또는 "합격"(pass) 학사 학위보다는 더 많은 양의 자료나 더 높은 수준의 학습 또는 둘 다를 포함하는 학부 학사 학위의 변형을 의미한다. 우등 학위는 "BA (Hons)", "B.A., Hons"처럼 때때로 현지 관습에 따라 다양한 구두점을 사용하여 학위 약어 뒤에 "Hons"로 표시된다. 캐나다에서는 우등 학위는 학위 약어 앞에 "H"를 표시하여 우등 인문학사(Honours Bachelor of Arts) 또는 우등 경영학사(Honours Business Administration)를 의미하는 "HBA"처럼 표기할 수 있다.

## 같이 보기
- 명예 학위
- 라틴 아너스
- 학부 교육
- 이탈리아의 학업 성적 평가
- 대학 교육 학점(CFU)